# 다노쿠치촌 (고치현)
다노쿠치촌(田ノ口村)은 일본 고치현 하타군에 설치되었던 촌이다. 현재의 구로시오정, 시만토시의 일부에 해당한다.